# Communauté de communes du Sud Pévélois
La communauté de communes du Sud Pévèlois  est une ancienne communauté de communes française, située dans le département du Nord et la région Nord-Pas-de-Calais, arrondissement de Lille.

## Régime fiscal
Taxe professionnelle unique (dél. du 11/01/2001). Éligible à la DGF bonifiée à compter du 01/01/2002.

## Composition
- Liste des communes membres.

| Code INSEE | Commune    | Maire            | Population  | Superficie | Densité      | Délégués |
| ---------- | ---------- | ---------------- | ----------- | ---------- | ------------ | -------- |
| 59452      | Ostricourt | Robert Anselin   | 5 412 hab.  | 760 ha     | 712 hab./km² | nc       |
| 59592      | Thumeries  | Armand Masquelez | 3 394 hab.  | 703 ha     | 482 hab./km² | nc       |
| 59630      | Wahagnies  | Jean-Marie Ruant | 2 689 hab.  | 569 ha     | 472 hab./km² | nc       |
| Totaux     | 3 communes | 3 communes       | 11 495 hab. | 2 032 ha   | 566 hab./km² | 30       |

## Présidents
| Période | Période  | Identité       | Étiquette | Qualité            |
| ------- | -------- | -------------- | --------- | ------------------ |
| 2001    | En cours | Robert Anselin | PS        | maire d'Ostricourt |
|         |          |                |           |                    |

## Fusion
Le préfet Dominique Bur a confirmé le 20 janvier 2013 la fusion  de la communauté d'agglomération dans celle de la communauté de communes Pévèle-Carembault née dans le cadre de la réforme territoriale. Le 1er janvier 2014, la communauté de communes est donc dissoute.